# Alfred Pohl (Altorientalist)
Alfred Pohl SJ (* 1. Dezember 1890 in Köberwitz; † 23. Oktober 1961 in Rom) war ein deutscher Altorientalist.

## Leben
Alfred Pohl besuchte das Gymnasium in Glatz und studierte zunächst an der Universität Breslau. Er trat 1912 der Gesellschaft Jesu bei, seine Ausbildung erhielt er am Ignatiuskolleg in Valkenburg aan de Geul, 1922 erfolgte dort die Priesterweihe. Er studierte von 1924 bis 1930 Assyriologie bei Bruno Meissner an der Universität Berlin. 1930 wurde er Professor für Assyriologie und Altorientalische Geschichte am Pontificio Istituto Biblico in Rom. Ab 1932 gab er die Zeitschrift Orientalia. Commentarii periodici de rebus Orientis antiqui heraus. 1940 gründete er die Keilschriftbibliographie in der Zeitschrift Orientalia.

## Schriften (Auswahl)
- VAT 8875: die 6. Tafel der Serie ana ittiŝu. Harrasowitz, Leipzig 1930 (zugleich Dissertation, Berlin 1930).
- (Hrsg.): Neubabylonische Rechtsurkunden aus den Berliner Staatlichen Museen. 2 Bände, Rom 1933–1934.
- (Hrsg.): Vorsargonische und sargonische Wirtschaftstexte. Autographiert und mit Inhaltsverzeichnis und Namenlisten versehen. Harrasowitz, Leipzig 1935.
- (Hrsg.): Rechts- und Verwaltungsurkunden der III. Dynastie von Ur. Autographiert und mit Inventarverzeichnis und Namenlisten versehen. Harrasowitz, Leipzig 1937.